# Norrån
Norrån är en å i Gästrikland som går mellan Österfärnebo sockens nordligaste byar och mynnar ut i norra Fängsjön, Österfärnebos centrala sjö, sydväst om kyrkan. Ån har i början av 1900-talet varit föremål för rätning av kurvor och fördjupning. Om vårarna vid snösmältningen svämmar den ofta över. Det har gett upphov till bördiga jordar.
Strax före Vibron finns en skogsdunge som enligt sägner har varit Österfärnebos offerdunge innan vi blev kristna. Namnet Vibron betyder att det varit en offerplats i närheten. Många fynd av stenåldersyxor och gravar har gjorts längs ån. Det tyder på att det tidigt bott folk här.
Vid Kungsgården som ligger närma Vibron finns en runsten.